# Udea bryochloris
Udea bryochloris là một loài bướm đêm thuộc họ Crambidae. Nó là loài đặc hữu của Maui.
Con trưởng thành màu đen và xanh lá cây.